# Kasigluk
Kasigluk is een plaats (census-designated place) in de Amerikaanse staat Alaska, en valt bestuurlijk gezien onder Bethel Census Area.

## Demografie
Bij de volkstelling in 2000 werd het aantal inwoners vastgesteld op 543.

## Geografie
Volgens het United States Census Bureau beslaat de plaats een oppervlakte van
34,3 km², waarvan 31,6 km² land en 2,7 km² water.

## Plaatsen in de nabije omgeving
De onderstaande figuur toont nabijgelegen plaatsen in een straal van 48 km rond Kasigluk.